# Xylocrius agassizi
Xylocrius agassizi é uma espécie de coleóptero da tribo Callidiini (Cerambycinae), com distribuição no Canadá e Estados Unidos.

## Sistemática
- Ordem Coleoptera
  - Subordem Polyphaga
    - Infraordem Cucujiformia
      - Superfamília Chrysomeloidea
        - Família Cerambycidae
          - Subfamília Cerambycinae
            - Tribo Callidiini
              - Gênero Xylocrius
                - X. agassizi (Leconte, 1861)